# Die Conners/Episodenliste
Diese Episodenliste enthält alle Episoden der US-amerikanischen Sitcom Die Conners, sortiert nach der US-amerikanischen Erstausstrahlung. Die Fernsehserie umfasst insgesamt sieben Staffeln mit 112 Episoden.

## Übersicht
| Staffel | Episodenanzahl | Erstausstrahlung USA | Erstausstrahlung USA | Deutschsprachige Erstveröffentlichung | Deutschsprachige Erstveröffentlichung |
| Staffel | Episodenanzahl | Premiere             | Finale               | Premiere                              | Finale                                |
| ------- | -------------- | -------------------- | -------------------- | ------------------------------------- | ------------------------------------- |
| 1       | 11             | 16. Oktober 2018     | 22. Januar 2019      | 30. November 2018                     | 8. Februar 2019                       |
| 2       | 20             | 24. September 2019   | 5. Mai 2020          | 26. Februar 2020                      | 12. August 2020                       |
| 3       | 20             | 21. Oktober 2020     | 19. Mai 2021         | 20. Juli 2023                         | 20. Juli 2023                         |
| 4       | 20             | 22. September 2021   | 18. Mai 2022         | 20. Juli 2023                         | 20. Juli 2023                         |
| 5       | 22             | 21. September 2022   | 3. Mai 2023          |                                       |                                       |
| 6       | 13             | 7. Februar 2024      | 22. Mai 2024         |                                       |                                       |
| 7       | 6              | 26. März 2025        | 23. April 2025       |                                       |                                       |

## Staffel 1
Die Erstausstrahlung der ersten Staffel fand vom 16. Oktober 2018 bis zum 22. Januar 2019 auf dem US-amerikanischen Sender ABC statt. Die deutschsprachige Erstveröffentlichung fand vom 30. November 2018 bis zum 8. Februar 2019 auf Prime Video per Streaming statt.
| Nr. (ges.) | Nr. (St.) | Deutscher Titel             | Originaltitel                    | Erstausstrahlung USA | Deutschsprachige Erstveröffentlichung (D/A/CH) | Regie               | Drehbuch                                     | Quoten (USA) |
| ---------- | --------- | --------------------------- | -------------------------------- | -------------------- | ---------------------------------------------- | ------------------- | -------------------------------------------- | ------------ |
| 1          | 1         | Einfach weitermachen        | Keep on Truckin’                 | 16. Okt. 2018        | 30. Nov. 2018                                  | Andy Ackerman       | Bruce Helford, Dave Caplan & Bruce Rasmussen | 10,56 Mio.   |
| 2          | 2         | Neue Beziehungen            | Tangled Up in Blue               | 23. Okt. 2018        | 30. Nov. 2018                                  | Bob Koherr          | Darlene Hunt                                 | 8,00 Mio     |
| 3          | 3         | Halloween politisch korrekt | There Won’t Be Blood             | 30. Okt. 2018        | 30. Nov. 2018                                  | Bob Koherr          | Jana & Mitch Hunter                          | 7,83 Mio.    |
| 4          | 4         | Trauerarbeit                | The Separation of Church and Dan | 13. Nov. 2018        | 30. Nov. 2018                                  | Andy Ackerman       | Sid Youngers                                 | 6,94 Mio.    |
| 5          | 5         | Wunder                      | Miracles                         | 20. Nov. 2018        | 7. Dez. 2018                                   | Bob Koherr          | Liz Astrof                                   | 6,86 Mio.    |
| 6          | 6         | Verantwortung               | One Flew Over the Conners’ Nest  | 27. Nov. 2018        | 14. Dez. 2018                                  | Fred Savage         | Ali Liebegott                                | 7,32 Mio.    |
| 7          | 7         | Alphatiere                  | Hold the Salt                    | 4. Dez. 2018         | 21. Dez. 2018                                  | Kimberly McCullough | Dave Caplan                                  | 6,63 Mio.    |
| 8          | 8         | Schwesterherzen             | O Sister, Where Art Thou?        | 11. Dez. 2018        | 28. Dez. 2018                                  | Rebecca Asher       | Sid Youngers                                 | 6,68 Mio.    |
| 9          | 9         | Schmerzensgeld              | Rage Against the Machine         | 8. Jan. 2019         | 25. Jan. 2019                                  | Fred Savage         | Jana & Mitch Hunter                          | 6,85 Mio.    |
| 10         | 10        | Vaterfreuden                | Don’t Shoot the Piano Teacher    | 15. Jan. 2019        | 1. Feb. 2019                                   | Kimberly McCullough | Kimberly Altamirano & Simone Finch           | 6,65 Mio.    |
| 11         | 11        | Wir machen weiter!          | We Continue to Truck             | 22. Jan. 2019        | 8. Feb. 2019                                   | Bob Koherr          | Bruce Helford                                | 7,74 Mio.    |

## Staffel 2
Die Erstausstrahlung der zweiten Staffel war vom 24. September 2019 bis zum 5. Mai 2020 auf dem US-amerikanischen Sender ABC zu sehen. Die deutschsprachige Erstausstrahlung sendete der deutsche Disney Channel vom 26. Februar bis zum 12. August 2020.
| Nr. (ges.) | Nr. (St.) | Deutscher Titel                       | Originaltitel                                  | Erstausstrahlung USA | Deutschsprachige Erstveröffentlichung (D/A/CH) | Regie              | Drehbuch                                                         | Quoten (USA) |
| --- | --------- | ------------------------------------- | ---------------------------------------------- | -------------------- | ---------------------------------------------- | ------------------ | ---------------------------------------------------------------- | ------------ |
| 12 | 1         | Die Frühgeburt                        | Preemies, Weed and Infidelity                  | 24. Sep. 2019        | 26. Feb. 2020                                  | Gail Mancuso       | Bruce Helford, Dave Caplan & Bruce Rasmussen                     | 5,77 Mio.    |
| 13 | 2         | Ein Kuss ist nur ein Kuss             | A Kiss Is Just A Kiss                          | 1. Okt. 2019         | 26. Feb. 2020                                  | Gail Mancuso       | Darlene Hunt                                                     | 5,58 Mio     |
| 14 | 3         | Schichtdienst                         | The Preemie Monologues                         | 8. Okt. 2019         | 4. März 2020                                   | Gail Mancuso       | Jana & Mitch Hunter                                              | 5,69 Mio.    |
| 15 | 4         | Lanford… Lanford                      | Lanford… Lanford                               | 15. Okt. 2019        | 11. März 2020                                  | Gail Mancuso       | Bruce Helford, Bruce Rasmussen & Dave Caplan                     | 5,50 Mio.    |
| 16 | 5         | Albtraum auf der Lunchbox Street      | Nightmare on Lunch Box Street                  | 29. Okt. 2019        | 18. März 2020                                  | Gail Mancuso       | Debby Wolfe                                                      | 6,03 Mio.    |
| 17 | 6         | Hausmannskost                         | Tempest in a Stew Pot                          | 12. Nov. 2019        | 25. März 2020                                  | Fred Savage        | Sid Youngers                                                     | 5,48 Mio.    |
| 18 | 7         | Schönen Feierschlag!                  | Slappy Holidays                                | 19. Nov. 2019        | 1. Apr. 2020                                   | Gail Mancuso       | Emily Wilson                                                     | 5,68 Mio.    |
| 19 | 8         | Lanford, Toilette der Sünde           | Lanford, Toilet of Sin                         | 26. Nov. 2019        | 8. Apr. 2020                                   | Gail Mancuso       | Bruce Helford                                                    | 5,74 Mio.    |
| 20 | 9         | Dans vergessener Geburtstag           | Smoking Penguins and Santa on Santa Action     | 10. Dez. 2019        | 15. Apr. 2020                                  | Jody Margolin Hahn | Kimberly Altamirano & Simone Finch                               | 5,72 Mio.    |
| 21 | 10        | Ein Sonntag mit den Bears             | Throwing a Christian to a Bear                 | 21. Jan. 2020        | 22. Apr. 2020                                  | Michael Arden      | Bruce Helford, Bruce Rasmussen & Dave Caplan Idee: Lecy Goranson | 5,40 Mio.    |
| 22 | 11        | Dan hat Rücken, Darlene hat kein Geld | Mud Turtles, A Good Steak and One Man in a Tub | 28. Jan. 2020        | 29. Apr. 2020                                  | Gail Mancuso       | Dave Caplan                                                      | 5,31 Mio.    |
| 23 | 12        | Live aus Lanford                      | Live from Lanford                              | 11. Feb. 2020        | 1. Juli 2020                                   | Jody Margolin Hahn | Bruce Helford, Bruce Rasmussen & Dave Caplan                     | 6,21 Mio.    |
| Diese Folge wurde sowohl für die Ausstrahlung an der Ost- als auch der Westküste der USA live aufgeführt. In die Folge wurden Zwischenergebnisse der zeitgleich stattfindenden Präsidentschaftsvorwahlen der Demokraten in New Hampshire eingebaut. Bei der deutschsprachigen Ausstrahlung im Disney Channel wurde diese Folge anders gereiht. |           |                                       |                                                |                      |                                                |                    |                                                                  |              |
| 24 | 13        | Panik in der Lunchbox                 | Brothers, Babies and Breakdowns                | 18. Feb. 2020        | 6. Mai 2020                                    | Timothy Busfield   | Debby Wolfe                                                      | 5,51 Mio.    |
| 25 | 14        | Böse Väter und Studierte              | Bad Dads and Grads                             | 25. Feb. 2020        | 13. Mai 2020                                   | Jody Margolin Hahn | Sid Youngers                                                     | 5,11 Mio.    |
| 26 | 15        | Der Bart ist ab                       | Beards, Thrupples and Robots                   | 17. März 2020        | 8. Juli 2020                                   | Gail Mancuso       | Bruce Helford, Bruce Rasmussen & Dave Caplan                     | 6,49 Mio.    |
| 27 | 16        | Tattoos und Tanten                    | Tats and Tias                                  | 24. März 2020        | 15. Juli 2020                                  | Don Scardino       | Jana & Mitch Hunter                                              | 6,40 Mio.    |
| 28 | 17        | Der Eisfrau-Komet                     | The Icewoman Cometh                            | 7. Apr. 2020         | 22. Juli 2020                                  | Don Scardino       | Amy Fox                                                          | 6,18 Mio.    |
| 29 | 18        | Mann gegen Bär                        | Pilot Lights & Sister Fights                   | 14. Apr. 2020        | 29. Juli 2020                                  | Fred Savage        | Daniel Talbott                                                   | 5,94 Mio.    |
| 30 | 19        | Knutschflecken und anderer Kinderkram | CPAPs, Hickeys and Biscuits                    | 28. Apr. 2020        | 5. Aug. 2020                                   | Lynda Tarryk       | Kimberly Altamirano                                              | 5,96 Mio.    |
| 31 | 20        | Einmal Mexiko und zurück              | Bridge Over Troubled Conners                   | 5. Mai 2020          | 12. Aug. 2020                                  | Gail Mancuso       | Emily Wilson                                                     | 6,05 Mio.    |

## Staffel 3
Die Erstausstrahlung der dritten Staffel war vom 21. Oktober 2020 bis zum 19. Mai 2021 auf dem US-amerikanischen Sender ABC zu sehen. Die deutschsprachige Erstveröffentlichung fand am 20. Juli 2023 auf WOW per Streaming statt.
| Nr. (ges.) | Nr. (St.) | Deutscher Titel                       | Originaltitel                                          | Erstausstrahlung USA | Deutschsprachige Erstveröffentlichung (D/A/CH) | Regie              | Drehbuch                                     | Quoten (USA) |
| --- | --------- | ------------------------------------- | ------------------------------------------------------ | -------------------- | ---------------------------------------------- | ------------------ | -------------------------------------------- | ------------ |
| 32 | 1         | Geldsorgen                            | Keep On Truckin’ Six Feet Apart                        | 21. Okt. 2020        | 20. Juli 2023                                  | Jody Margolin Hahn | Bruce Helford                                | 4,90 Mio.    |
| 33 | 2         | Halloween und das Virus               | Halloween and the Election vs. the Pandemic            | 28. Okt. 2020        | 20. Juli 2023                                  | Michael Fishman    | Bruce Helford                                | 4,36 Mio.    |
| 34 | 3         | Querelen à la Conner                  | Plastics, Trash Talk & Darlene Antoinette              | 4. Nov. 2020         | 20. Juli 2023                                  | Jody Margolin Hahn | Dave Caplan                                  | 4,00 Mio.    |
| 35 | 4         | Alles eine Frage der Hormone          | Birthdays, Babies and Emotional Support Chickens       | 18. Nov. 2020        | 20. Juli 2023                                  | Fred Savage        | Bruce Rasmussen                              | 3,65 Mio.    |
| 36 | 5         | Fischstäbchen und Pferdeleber         | Friends in High Places and Horse Surgery               | 25. Nov. 2020        | 20. Juli 2023                                  | Fred Savage        | Jana & Mitch Hunter                          | 3,85 Mio.    |
| 37 | 6         | An vorderster Front                   | Protest, Drug Test and One Leaves the Nest             | 2. Dez. 2020         | 20. Juli 2023                                  | Lynda Tarryk       | Debby Wolfe                                  | 3,58 Mio.    |
| 38 | 7         | Lügen haben kurze Beine               | A Cold Mom, a Brother Daddy and a Prison Baby          | 13. Jan. 2021        | 20. Juli 2023                                  | Michael Arden      | Jana & Mitch Hunter                          | 3,89 Mio.    |
| 39 | 8         | Junges Glück und alte Löwen           | Young Love, Old Lions and Middle-Aged Hyenas           | 20. Jan. 2021        | 20. Juli 2023                                  | Gail Mancuso       | Sid Youngers                                 | 3,18 Mio.    |
| 40 | 9         | Magischer Tee                         | Promotions, Podcasts and Magic Tea                     | 27. Jan. 2021        | 20. Juli 2023                                  | Gail Mancuso       | Amy Fox                                      | 3,52 Mio.    |
| 41 | 10        | Wer ist hier der Boss?                | Who Are Bosses, Boats and Eckhart Tolle?               | 3. Feb. 2021         | 20. Juli 2023                                  | Lynda Tarryk       | Erica Montolfo-Bura                          | 3,63 Mio.    |
| 42 | 11        | Panikattacke                          | Panic Attacks, Hardware Store and Big Mouth Billy Bass | 24. Feb. 2021        | 20. Juli 2023                                  | Jude Weng          | Bruce Helford, Dave Caplan & Bruce Rasmussen | 3,79 Mio.    |
| 43 | 12        | Rache aus dem Jenseits                | A Stomach Ache, a Heartbreak and a Grave Mistake       | 3. März 2021         | 20. Juli 2023                                  | Michael Arden      | Emily Wilson                                 | 3,56 Mio.    |
| 44 | 13        | Schlechte Bewertungen                 | Walden Pond, a Staycation and the Axis Powers          | 24. März 2021        | 20. Juli 2023                                  | Jody Margolin Hahn | Emily Wilson                                 | 3,45 Mio.    |
| 45 | 14        | Gefeiert, gefeuert!                   | Money, Booze and Lies                                  | 31. März 2021        | 20. Juli 2023                                  | Lynda Tarryk       | Debby Wolfe                                  | 3,26 Mio.    |
| 46 | 15        | Begegnungen im Haushaltshandel        | An Old Dog, New Tricks and a Ticket to Ride            | 7. Apr. 2021         | 20. Juli 2023                                  | Jude Weng          | Erica Montolfo-Bura                          | 3,39 Mio.    |
| 47 | 16        | Vergnügen oder Vernunft?              | A Fast Car, a Sudden Loss and a Slow Decline           | 7. Apr. 2021         | 20. Juli 2023                                  | Jean Sagal         | Bruce Helford                                | 3,37 Mio.    |
| 48 | 17        | Eine schwere Hypothek                 | Regrets, Rehabs and Realtors                           | 14. Apr. 2021        | 20. Juli 2023                                  | Lynda Tarryk       | Dave Caplan                                  | 3,94 Mio.    |
| 49 | 18        | Die Schuldfrage                       | Cheating, Revelations and a Box of Doll Heads          | 21. Apr. 2021        | 20. Juli 2023                                  | Lynda Tarryk       | Bruce Rasmussen                              | 2,98 Mio.    |
| 50 | 19        | Jeanne d’Arc vs. Edith Piaf           | Jeopardé, Sobrieté and Infidelité                      | 12. Mai 2021         | 20. Juli 2023                                  | Jody Margolin Hahn | Dave Caplan, Bruce Helford & Amy Fox         | 3,58 Mio.    |
| In dieser Episode spielte Jackie das Quizshow Jeopardy!, und als diese Episode gedreht wurde, war NFL-MVP Aaron Rodgers der Gastmoderator (er gastmoderierte die Episode, die vom 5. bis 16. April 2021 ausgestrahlt wurde). |           |                                       |                                                        |                      |                                                |                    |                                              |              |
| 51 | 20        | Von Witzfiguren und Wahnsinnserfolgen | Two Proposals, a Homecoming and a Bear                 | 19. Mai 2021         | 20. Juli 2023                                  | Jody Margolin Hahn | Dave Caplan, Bruce Helford & Bruce Rasmussen | 3,38 Mio.    |

## Staffel 4
Die Erstausstrahlung der vierten Staffel war vom 22. September 2021 bis zum 18. Mai 2022 auf dem US-amerikanischen Sender ABC zu sehen. Die deutschsprachige Erstveröffentlichung fand am 20. Juli 2023 auf WOW per Streaming statt.
| Nr. (ges.) | Nr. (St.) | Deutscher Titel                                | Originaltitel                                                                     | Erstausstrahlung USA | Deutschsprachige Erstveröffentlichung (D/A/CH) | Regie              | Drehbuch                                     | Quoten (USA) |
| ---------- | --------- | ---------------------------------------------- | --------------------------------------------------------------------------------- | -------------------- | ---------------------------------------------- | ------------------ | -------------------------------------------- | ------------ |
| 52         | 1         | Lügen, Laster und Gebete                       | Trucking Live in Front of a Fully Vaccinated Studio Audience                      | 22. Sep. 2021        | 20. Juli 2023                                  | Jody Margolin Hahn | Bruce Helford                                | 3,51 Mio.    |
| 53         | 2         | Schubladengeheimnisse                          | Education, Corruption, Damnation                                                  | 29. Sep. 2021        | 20. Juli 2023                                  | Lynda Tarryk       | Bruce Helford, Bruce Rasmussen & Dave Caplan | 3,47 Mio.    |
| 54         | 3         | Sex vor der Ehe                                | Sober Sex, Plastic Silverware and Losing My Religion                              | 6. Okt. 2021         | 20. Juli 2023                                  | Michael Fishman    | Bruce Rasmussen                              | 3,15 Mio.    |
| 55         | 4         | Die Hochzeit von Dan und Louise                | The Wedding of Dan and Louise                                                     | 13. Okt. 2021        | 20. Juli 2023                                  | Jody Margolin Hahn | Dave Caplan                                  | 3,59 Mio.    |
| 56         | 5         | Taoistische Trennungsmethoden                  | Peter Pan, the Backup Plan, Adventures in Babysitting and a River Runs Through It | 27. Okt. 2021        | 20. Juli 2023                                  | Robbie Countryman  | Jana & Mitch Hunter                          | 3,33 Mio.    |
| 57         | 6         | Vergiss mich nicht!                            | Young Love, Old Love and Take This Job and Shove It                               | 3. Nov. 2021         | 20. Juli 2023                                  | Lynda Tarryk       | Emily Wilson                                 | 3,09 Mio.    |
| 58         | 7         | Geben und Nehmen                               | Let’s All Push Our Hands Together for the Stew Train and the Conners’ Furniture   | 17. Nov. 2021        | 20. Juli 2023                                  | Jody Margolin Hahn | Erica Montolfo-Bura                          | 3,47 Mio.    |
| 59         | 8         | Handyverzicht und Misstrauen                   | Yard Sale, Phone Fail, and a College Betrayal                                     | 1. Dez. 2021         | 20. Juli 2023                                  | Jody Margolin Hahn | Mark Kunerth                                 | 3,31 Mio.    |
| 60         | 9         | Ex mal drei                                    | Three Exes, Role Playing and a Waterbed                                           | 5. Jan. 2022         | 20. Juli 2023                                  | Michael Fishman    | Dave Caplan                                  | 2,92 Mio.    |
| 61         | 10        | ADHS und das Alter                             | Spills, Pills and the Midnight Lasagna                                            | 12. Jan. 2022        | 20. Juli 2023                                  | Lynda Tarryk       | Bruce Helford                                | 3,27 Mio.    |
| 62         | 11        | Patriarchen und Göttinnen                      | Patriarchs and Goddesses                                                          | 19. Jan. 2022        | 20. Juli 2023                                  | Michael Fishman    | Jana & Mitch Hunter                          | 3,01 Mio.    |
| 63         | 12        | Die Sache mit dem Collage                      | Hot for Teacher and Writing a Wrong                                               | 2. Feb. 2022         | 20. Juli 2023                                  | Lynda Tarryk       | Bruce Rasmussen                              | 3,26 Mio.    |
| 64         | 13        | Sex, Lügen und Traumhaus                       | Sex, Lies and House Hunting                                                       | 23. Feb. 2022        | 20. Juli 2023                                  | Michael Arden      | Amy Fox                                      | 3,02 Mio.    |
| 65         | 14        | Trauma                                         | Triggered                                                                         | 2. März 2022         | 20. Juli 2023                                  | Michael Arden      | Lecy Goranson                                | 3,27 Mio.    |
| 66         | 15        | Verlustschmerz                                 | Messy Situation, Miscommunication and Academic Probation                          | 16. März 2022        | 20. Juli 2023                                  | Michael Fishman    | Shelly Dennis                                | 2,93 Mio.    |
| 67         | 16        | Tankstellen, Bruchbuden und ein Eintopf-Vulkan | Gas Pump, House Dump and Stew Volcano                                             | 23. März 2022        | 20. Juli 2023                                  | Jody Margolin Hahn | Cory Caplan                                  | 3,02 Mio.    |
| 68         | 17        | Enttäuschte Erwartungen                        | Big Negotiations and Broken Expectations                                          | 13. Apr. 2022        | 20. Juli 2023                                  | Linda Tarryk       | Jana & Mitch Hunter                          | 2,77 Mio.    |
| 69         | 18        | Das Kontrafagott und der Stinkstiefel          | The Best Laid Plans, a Contrabassoon and a Sinking Feeling                        | 4. Mai 2022          | 20. Juli 2023                                  | Robbie Countryman  | Emily Wilson                                 | 3,04 Mio.    |
| 70         | 19        | Affenzirkus                                    | Three Ring Circus                                                                 | 11. Mai 2022         | 20. Juli 2023                                  | Lynda Tarryk       | Amy Fox                                      | 2,74 Mio.    |
| 71         | 20        | Aus drei mach zwei                             | A Judge and a Priest Walk into a Living Room …                                    | 18. Mai 2022         | 20. Juli 2023                                  | Jody Margolin Hahn | Bruce Helford, Bruce Rasmussen & Dave Caplan | 2,92 Mio.    |

## Staffel 5
Die Erstausstrahlung der fünften Staffel war vom 21. September 2022 bis zum 3. Mai 2023 auf dem US-amerikanischen Sender ABC zu sehen. Eine deutschsprachige Erstveröffentlichung fand bisher noch nicht statt.
| Nr. (ges.) | Nr. (St.) | Deutscher Titel | Originaltitel                                               | Erstausstrahlung USA | Deutschsprachige Erstveröffentlichung (–) | Regie              | Drehbuch                                                            | Quoten (USA) |
| ---------- | --------- | --------------- | ----------------------------------------------------------- | -------------------- | ----------------------------------------- | ------------------ | ------------------------------------------------------------------- | ------------ |
| 72         | 1         | –               | Double Honeymoon and Seeing Double                          | 21. Sep. 2022        | –                                         | Jody Margolin Hahn | Bruce Helford                                                       | 3,73 Mio.    |
| 73         | 2         | –               | Scenes from Two Marriages: The Parrot Doth Protest Too Much | 28. Sep. 2022        | –                                         | Robbie Countryman  | Dave Caplan                                                         | 3,46 Mio.    |
| 74         | 3         | –               | Driving, Dating and Deceit                                  | 5. Okt. 2022         | –                                         | Jody Margolin Hahn | Jana & Mitch Hunter                                                 | 3,61 Mio.    |
| 75         | 4         | –               | Parent Traps and Heart Attacks                              | 12. Okt. 2022        | –                                         | Robbie Countryman  | Bruce Rasmussen                                                     | 3,63 Mio.    |
| 76         | 5         | –               | A Little Weed and a Bad Seed                                | 19. Okt. 2022        | –                                         | Lynda Tarryk       | Emily Wilson                                                        | 3,62 Mio.    |
| 77         | 6         | –               | Book Bans and Guillotine Hands                              | 26. Okt. 2022        | –                                         | Lynda Tarryk       | Cory Caplan                                                         | 3,93 Mio.    |
| 78         | 7         | –               | Take This Job and Shove It Twice                            | 2. Nov. 2022         | –                                         | Jody Margolin Hahn | Shelly Dennis                                                       | 3,69 Mio.    |
| 79         | 8         | –               | Of Missing Minds and Missing Fries                          | 16. Nov. 2022        | –                                         | Robbie Countryman  | Jana & Mitch Hunter                                                 | 3,96 Mio.    |
| 80         | 9         | –               | Crumbs and Couch Surfers                                    | 30. Nov. 2022        | –                                         | Robbie Countryman  | Emily Wilson                                                        | 4,19 Mio.    |
| 81         | 10        | –               | The Dog Days of Christmas                                   | 7. Dez. 2022         | –                                         | Trevor Kirschner   | Bruce Rasmussen                                                     | 3,82 Mio.    |
| 82         | 11        | –               | Two More Years and a Stolen Rose                            | 11. Jan. 2023        | –                                         | Jody Margolin Hahn | Bruce Helford & Bruce Rasmussen                                     | 4,15 Mio.    |
| 83         | 12        | –               | Stuck in the Middle and Stuck in the Past                   | 18. Jan. 2023        | –                                         | Jody Margolin Hahn | Dave Caplan & Emily Wilson Idee: Bruce Helford, Jana & Mitch Hunter | 4,19 Mio.    |
| 84         | 13        | –               | New Pipes and Old Secrets                                   | 8. Feb. 2023         | –                                         | Lynda Tarryk       | Bruce Helford, Jana & Mitch Hunter Idee: Dave Caplan & Emily Wilson | 4,21 Mio.    |
| 85         | 14        | –               | Adding Insult To Injury                                     | 15. Feb. 2023        | –                                         | Robbie Countryman  | Cindy Caponera                                                      | 3,57 Mio.    |
| 86         | 15        | –               | Possums, Pregnancy and Patriarchy                           | 22. Feb. 2023        | –                                         | Robbie Countryman  | Susan McMartin                                                      | 3,75 Mio.    |
| 87         | 16        | –               | Hiding In and Moving Out                                    | 1. März 2023         | –                                         | Jody Margolin Hahn | Molly Kiernan                                                       | 3,44 Mio.    |
| 88         | 17        | –               | The Contra Hearings and The Midnight Gambler                | 8. März 2023         | –                                         | Jody Margolin Hahn | Bruce Helford & Emily Wilson Idee: Jana & Mitch Hunter              | 3,74 Mio.    |
| 89         | 18        | –               | Road Trip and Guilt Trip                                    | 15. März 2023        | –                                         | Jody Margolin Hahn | Daniel Spector                                                      | 3,87 Mio.    |
| 90         | 19        | –               | Text Thread and The Marital Bed                             | 5. Apr. 2023         | –                                         | Jody Margolin Hahn | Susan McMartin                                                      | 3,64 Mio.    |
| 91         | 20        | –               | What’s So Funny About Peas, Love and Understanding?         | 19. Apr. 2023        | –                                         | Robbie Countryman  | Hunter Rasmussen Idee: Bruce Rasmussen                              | 3,66 Mio.    |
| 92         | 21        | –               | Dating, Drinking and Grifter Logic                          | 26. Apr. 2023        | –                                         | Jody Margolin Hahn | Cameron Griggs-Posey Idee: Bruce Rasmussen                          | 3,24 Mio.    |
| 93         | 22        | –               | The Grad Finale                                             | 3. Mai 2023          | –                                         | Jody Margolin Hahn | Dave Caplan & Emily Wilson Idee: Bruce Helford, Jana & Mitch Hunter | 3,65 Mio.    |

## Staffel 6
| Nr. (ges.) | Nr. (St.) | Deutscher Titel | Originaltitel                                         | Erstausstrahlung USA | Deutschsprachige Erstveröffentlichung (–) | Regie              | Drehbuch                                             | Quoten    |
| ---------- | --------- | --------------- | ----------------------------------------------------- | -------------------- | ----------------------------------------- | ------------------ | ---------------------------------------------------- | --------- |
| 94         | 1         | –               | The Publisher Cops Show Pilot                         | 7. Feb. 2024         | –                                         | Jody Margolin Hahn | Bruce Helford & Bruce Rasmussen & Dave Caplan        | 3,59 Mio. |
| 95         | 2         | –               | Valentine's Day Treats and Credit Card Cheats         | 14. Feb. 2024        | –                                         | Jody Margolin Hahn | Shelley Dennis                                       | 3,38 Mio. |
| 96         | 3         | –               | Moms and Rats                                         | 21. Feb. 2024        | –                                         | Jody Margolin Hahn | Bruce Helford                                        | 3,47 Mio. |
| 97         | 4         | –               | Shrinks Don't Talk and Kids Don't Sing                | 28. Feb. 2024        | –                                         | Robbie Countryman  | Dave Caplan                                          | 3,36 Mio. |
| 98         | 5         | –               | When Sisters Collide and The Return of the Grifters   | 13. März 2024        | –                                         | Jody Margolin Hahn | Cory Caplan                                          | 3,41 Mio. |
| 99         | 6         | –               | Hanging in Dorms with Boys and The Secret Life of Men | 20. März 2024        | –                                         | Robbie Countryman  | Molly Kiernan & Daniel Spector                       | 3,32 Mio. |
| 100        | 7         | –               | Smash and Grab and Happy Death Day                    | 10. Apr. 2024        | –                                         | Michael Arden      | Cindy Caponera                                       | 3,23 Mio. |
| 101        | 8         | –               | Toilet Hacks and The Management Track                 | 17. Apr. 2024        | –                                         | Jody Margolin Hahn | Jana & Mitch Hunter                                  | 3,33 Mio. |
| 102        | 9         | –               | Manifesting, Marriage Testing and Cheeseballs         | 24. Apr. 2024        | –                                         | Robbie Countryman  | Emily Wilson                                         | 3,19 Mio. |
| 103        | 10        | –               | Campaign U-Turn and a Hard Write                      | 1. Mai 2024          | –                                         | Robbie Countryman  | Shelley Dennis                                       | 2,21 Mio. |
| 104        | 11        | –               | Fire and Vice                                         | 8. Mai 2024          | –                                         | Robbie Countryman  | Lecy Goranson                                        | 2,23 Mio. |
| 105        | 12        | –               | Flying, Applying and Rassling Gators                  | 15. Mai 2024         | –                                         | Jody Margolin Hahn | Hunter Rasmussen & Bruce Rasmussen                   | 2,02 Mio. |
| 106        | 13        | –               | Less Money, More Problems                             | 22. Mai 2024         | –                                         | Jody Margolin Hahn | Molly Kiernan, Daniel Spector & Cameron Griggs-Posey | 2,15 Mio. |

## Staffel 7
| Nr. (ges.) | Nr. (St.) | Deutscher Titel | Originaltitel                                                | Erstausstrahlung USA | Deutschsprachige Erstveröffentlichung (–) | Regie              | Drehbuch                        | Quoten    |
| ---------- | --------- | --------------- | ------------------------------------------------------------ | -------------------- | ----------------------------------------- | ------------------ | ------------------------------- | --------- |
| 107        | 1         | –               | It's Gonna Be A Great Day                                    | 26. März 2025        | –                                         | Jody Margolin Hahn | Emily Wilson & Mitch Hunter     | 3,24 Mio. |
| 108        | 2         | –               | Fame, Flying Fists, and Cold Feet                            | 2. Apr. 2025         | –                                         | Jody Margolin Hahn | Cory Caplan                     | 2,95 Mio. |
| 109        | 3         | –               | Applications, Accusations and a Man-Bag                      | 9. Apr. 2025         | –                                         | Jody Margolin Hahn | Shelley Dennis                  | 3,02 Mio. |
| 110        | 4         | –               | Danny Boy, the Interview, the New Hire, and the Hanging Chad | 16. Apr. 2025        | –                                         | Jody Margolin Hahn | Molly Kiernan & Daniel Spector  | 2,84 Mio. |
| 111        | 5         | –               | Exercise Bands, Money Plans, and Faraway Lands               | 23. Apr. 2025        | –                                         | Jody Margolin Hahn | Cory Caplan                     | 3,35 Mio. |
| 112        | 6         | –               | The Truck Stops Here                                         | 23. Apr. 2025        | –                                         | Jody Margolin Hahn | Bruce Helford & Bruce Rasmussen | 3,14 Mio. |